# ɳ
Cette page contient des caractères spéciaux ou non latins. S’ils s’affichent mal (▯, ?, etc.), consultez la page d’aide Unicode.
ɳ (uniquement en minuscule), appelé n crochet rétroflexe ou n hameçon, est une lettre additionnelle de l’alphabet latin qui est utilisée dans l'alphabet phonétique international pour représenter une consonne nasale rétroflexe voisée.

## Utilisation
Carl Jakob Sundevall utilise le n hameçon dans son alphabet phonétique présenté en 1858 et Johan August Lundell reprend ce symbole dans l’alphabet dialectal suédois présenté en 1878 dans lequel ‹ ɳ › représente une consonne nasale rétroflexe voisée avancée (notée [ɳ̟] ou [ɳ˖] avec l’alphabet phonétique international).
Le n hameçon est parfois utilisé pour représenter une consonne nasale vélaire voisée [ŋ], comme dans la transcription phonétique d’Eduard Boehmer, par Peder Kristian Thorsen dans une description phonétique du danois du Jutland du Nord publiée en 1886 et une description du dialecte de Sejerø en trois volumes publiée de 1887 à 1894, par Henning Frederik Feilberg (da) dans une description du danois du Jutland publiée de 1886 à 1893, par Dines Andersen (da) et Christian Blinkenberg dans une description phonétique du danois publiée en 1888, dans la transcription phonétique Dania d’Otto Jespersen de 1890 ou dans plusieurs de ses ouvrages,, dans l’Ordbog over det danske Sprog, dictionnaire de la langue danoise de la Société pour l’étude de la langue et de la littérature danoises (da) en 28 volumes initialement publiés de 1919 à 1956, ou encore dans la transcription phonétique utilisée par Hermann Vinterberg dans certaines éditions de dictionnaires anglais-danois dont celles de 1954 ou 1968.
Kaj Munk utilise le n hameçon ‹ ɳ › dans Landlige Interiører i lollandsk Bondemaal publié posthumement en 1948 dans son orthographe du dialecte danois de Lolland pour indiquer la nasalisation de la voyelle qui le précède.
Dans l’alphabet phonétique international, n crochet rétroflexe [ɳ] est un symbole utilisé pour représenter une consonne nasale rétroflexe voisée. Elle composé d’un n et d’un crochet droit indiquant la rétroflexion. Elle est proposée comme symbole, aux côtés d’autres symboles avec l’hameçon rétroflexe ‹ ɖ, ʈ, ɭ, ɽ, ʂ, ʐ › déjà utilisés dans l’alphabet dialectal suédois, de Johan August Lundell, lors de la Conférence de Copenhague d’avril 1925 et est ajoutée dans le tableau de l’API de 1932. Ces consonnes rétroflexes étaient auparavant représentées à l’aide du diacritique point souscrit, dans ce cas-ci [ṇ].
Joseph Pasquale Crazzolara utilise cette lettre pour transcrire une consonne nasale palatale voisée [ɲ], avec une forme minuscule et une forme majuscule, dans une grammaire et lexique du lugbara publiée en 1960.

## Représentations informatiques
Le n crochet rétroflexe peut être représenté avec les caractères Unicode (Alphabet phonétique international) suivants :
| formes    | représentations | chaînes de caractères | points de code | descriptions                                 |
| --------- | --------------- | --------------------- | -------------- | -------------------------------------------- |
| minuscule | ɳ               | ɳ                     | U+0273         | lettre minuscule latine n crochet rétroflexe |